# Mc Ronalds Massaker
Mc Ronalds Massaker ist das zweite Studioalbum der österreichischen Punkrockband Drahdiwaberl.

## Produktion
Nach dem unerwarteten Erfolg des Albums Psychoterror ging die Band ins Studio, um an einem Nachfolger zu arbeiten. Die Produktion übernahm wie beim Vorgänger der österreichische Produzent Markus Spiegel. Das Cover und Artwork wurde wieder von Stefan Weber gestaltet.
Aufgenommen wurde das Album im Jänner 1982 im Wiener Austrophonstudio.
Die Veröffentlichung erfolgte im Frühjahr 1982 in Österreich unter dem Label GiG Records und in Deutschland unter Teldec.
Die Gestaltung des Albums war deutlich aufwändiger als beim Debütalbum, da das Album beispielsweise nun auch über ein Beiheft verfügte, das ausführliche Informationen über die Band und diverse Auftritte beinhaltete.
In Österreich dauerte es nicht lange, bis ein Erfolg zu verzeichnen war, das Album stieg auf Platz 13 der Charts ein und schaffte es sogar bis auf Platz 3. Auch die Verkaufszahlen erreichten die des Vorgängers.
In Deutschland hingegen war Drahdiwaberl nach wie vor dem Underground zuzuordnen.
Vorab wurden in Österreich die Single "Heavy Metal Holocaust" und in Deutschland die Single "Supersheriff" veröffentlicht, die jedoch beide keinen Charteinstieg schafften.
Der Inhalt des Albums schließt an den von Psychoterror an, nur richten sich die Texte in erster Linie nicht gegen die österreichische Oberschicht, sondern vielmehr gegen die Exekutive, was vor allem beim Song "Supersheriff" sehr gut zum Ausdruck kommt.

## Trackliste
1. Supersheriff
2. Short Sharp Schock
3. Putzfleck – Femme Fatale
4. Spinaterer
5. Stress total
6. Berserker
7. Zum Goethe Jahr
8. Terrorprofi aus der BRD
9. Heavy Metal Holocaust
10. Big MC D... Massacre
11. Mei Muaterl war a Wienerin

## Beteiligte
- Stefan Weber - Gesang, Komponist, Text
- Chris Bauer - Gesang
- Bernhard Rabitsch - Blasinstrumente, Tamburin, Gesang
- Thomas Rabitsch - Keyboard, Komponist, Text
- Fredl Petz - E-Bass, Gesang, Komponist, Text
- Peter Vieweger - E-Gitarre, Komponist, Text
- Wolfgang Staribacher - Saxophon
- Silvia Glauder - Gesang
- Jazz Gitti - Gesang
- Mario Beschta - Schlagzeug
- Christian Teuscher - Keyboard
- Wolfgang Blümel - E-Gitarre
- Falco - E-Bass, Gesang, Komponist, Text
- Heinz Nessiziuz - Gesang